# 藤原光雅
藤原 光雅（ふじわら の みつまさ）は、平安時代末期から鎌倉時代初期にかけての公家。権大納言・藤原光頼の三男。官位は正二位・権中納言。後白河法皇の近臣。堀河中納言と号した。葉室光雅とも呼ばれる。

## 経歴
早くから後白河法皇に近臣として仕える一方、実務能力に優れた事から多方面から起用される。治承2年（1178年）12月に誕生した言仁親王（のちの安徳天皇）の職事となり、法皇と平清盛の対立による治承三年の政変後は清盛の命により新関白近衛基通の執事を務める。法皇と源義仲の対立による法住寺合戦後に松殿師家の年預となる。 
文治元年（1185年）12月、源頼朝と源義経の対立で頼朝追討の院宣を奉じた事により、頼朝の要請により右大弁を解官される。のちに許されて文治2年（1186年）に5月には還任。のちに権中納言。 
『公卿補任』による
- 保元4年（1159年） 正月14日：叙爵（従五位下）
- 永暦元年（1160年） 正月21日：越中守
- 長寛2年（1164年） 正月21日：遷三河守
- 仁安元年（1166年） 10月10日：兼春宮権大進。11月14日：従五位上
- 仁安2年（1167年） 正月28日：正五位下。2月11日：転春宮大進。8月1日：蔵人
- 仁安3年（1168年） 2月19日：止大進、更補蔵人。3月20日：皇太后宮権大進
- 嘉応元年（1169年） 4月12日：止権大進。4月16日：兵部権大輔
- 嘉応2年（1170年） 7月26日：右衛門権佐
- 安元元年（1175年） 12月8日：右少弁
- 安元3年（1177年） 正月18日：辞権佐
- 治承3年（1179年） 10月9日：転左少弁。11月17日：権右中弁、従四位下
- 治承5年（1181年） 正月5日：従四位上
- 養和元年（1181年） 11月28日：転右中弁
- 養和2年（1182年） 4月9日：修理左宮城使
- 寿永2年（1183年） 正月5日：正四位下。4月9日：兼春宮権亮。12月10日：左中弁、蔵人頭
- 元暦元年（1184年） 9月18日：転右大弁
- 文治元年（1185年） 12月29日：止頭、解弁
- 文治3年（1187年） 5月4日：従三位、非参議。12月8日：兼太皇太后宮権大夫
- 建久2年（1191年） 3月28日：参議。4月1日：更任太皇太后宮権大夫。12月13日：正三位
- 建久3年（1192年） 正月27日：兼美濃権守
- 建久5年（1194年） 9月17日：右衛門督、検非違使別当
- 建久8年（1197年） 正月30日：転左衛門督。10月10日：権中納言
- 建久9年（1198年） 11月21日：従二位
- 正治2年（1200年） 正月22日：転太皇太后宮大夫。3月6日：辞権中納言。3月8日：出家。3月9日：薨去（享年52）

## 系譜
- 父：藤原光頼
- 母：藤原親隆の娘[1]
- 妻：藤原重方の娘[1]
  - 次男[1]：藤原光親（1176-1221）
  - 三男[1]：藤原顕俊（1182-1229） - 藤原宗頼の猶子
- 生母不明の子女
  - 男子：光宝
  - 男子：光円
  - 女子：大炊御門師経室[1]
  - 女子：典侍
  - 女子：藤原隆房室